# Cobimetinib
Cobimetinib, vendido con la marca Cotellic entre otras, es un medicamento para tratar el melanoma en aestado avanzado causado por las mutaciones V600E o V600K en el gen BRAF. Actúa por inhibición de la enzima MEK, implicada en procesos de señalización entre células por la Vía MAPK/ERK, y se utiliza en combinación con el vemurafenib. Se consume por vía oral.
Los efectos secundarios incluyen diarrea, sarpullido, náuseas, fiebre, quemaduras solares, problemas hepáticos o daño muscular; También se ha observado sangrado, daño cardíaco y oclusión de la vena retiniana. El uso de este medicamento durante el embarazo puede dañar al feto.
El medicamento fue aprobado para uso médico en los Estados Unidos y Europa en 2015. En 2021, el coste por cuatro semanas de tratamiento en el Reino Unido era aproximadamente 4275 libras esterlinas. En el mismo año, el precio de 63 pastillas en Estados Unidos era de unos 7300 USD.